# Il piccolo capo indiano
Il piccolo capo indiano (The Ransom of Red Chief) è un film per la televisione del 1998 diretto da Bob Clark.
È una commedia western statunitense con Christopher Lloyd, Michael Jeter e Alan Ruck. È basato sul racconto breve del 1910 The Ransom of Red Chief di O. Henry.

## Produzione
Il film, diretto da Bob Clark su una sceneggiatura di Ed Naha con il soggetto di O. Henry (autore del racconto), fu prodotto da J. Boyce Harman Jr. e dallo stesso Naha per la Hallmark Entertainment e girato nei Warner Brothers Burbank Studios a Burbank in California.

## Distribuzione
Il film fu trasmesso negli Stati Uniti il 16 agosto 1998 sulla rete televisiva ABC.
Altre distribuzioni:
- in Francia il 4 luglio 2007 (Un chenapan au Far-West, in DVD)
- in Germania (Die Entführung von Häuptling Rothaut)
- in Brasile (O Pequeno Chefe Vermelho)
- in Canada (Un chenapan au far-west)